# Juegos Bolivarianos de 2017
Los XVIII Juegos Bolivarianos, oficialmente llamados XVIII Juegos Bolivarianos Santa Marta 2017 se llevaron a cabo en Santa Marta, Colombia, entre el 11 y el 25 de noviembre de 2017. Durante esta edición, se contó con la participación de atletas de 11 países que compitieron en 34 disciplinas deportivas.
Los Juegos fueron organizados por la Organización Deportiva Bolivariana (Odebo), dependiente de la Organización Deportiva Panamericana, el Gobierno de Colombia, la alcaldía de Santa Marta, Comité Olímpico y Coldeportes con una inversión aproximada de 110 mil millones de pesos.
La ciudad fue escogida por decisión unánime por la Odebo, en la Asamblea General Ordinaria, llevada a cabo el 15 de noviembre de 2013 en Trujillo, Perú. Posteriormente, las ciudades de Santiago de Cali, Bogotá y Ciénaga fueron escogidas como subsedes para el desarrollo de algunas disciplinas. Igualmente se propuso a Barranquilla como subsede, pero finalmente fue descartada.

## Ciudades candidatas
Solo dos ciudades presentaron su candidatura: Ciudad Bolívar (Venezuela) y Santa Marta (Colombia). La elección tuvo lugar el 15 de noviembre de 2013 en Perú, durante la Asamblea General de la Odebo.

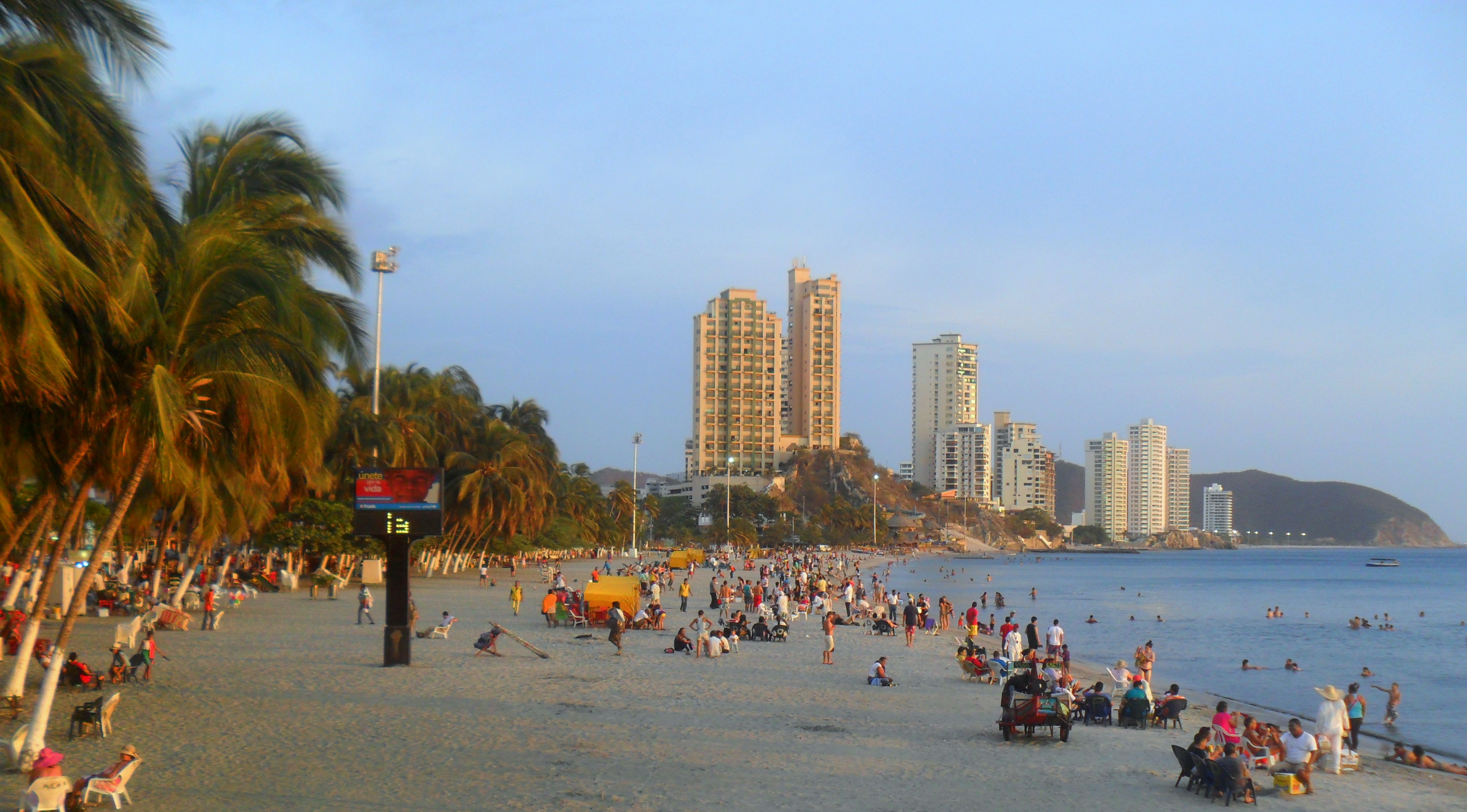
Panorámica de la playa en el Rodadero, Santa Marta.

### Santa Marta
El Comité Olímpico Colombiano inicialmente trabajó en un proceso de candidaturas internas para postular a una ciudad única y capaz de organizar estos juegos bolivarianos. En el camino quedaron varias ciudades competidoras, como Cúcuta, Tunja y Pereira, quedando como ganadora la ciudad de Santa Marta, que fue la escogida para competir por Colombia con la ciudad venezolana para organizar los Juegos de 2017. Sus esfuerzos se intensificaron para lograr la sede debido al fallido intento de organizar los Juegos Olímpicos de la Juventud para el año 2018 en Medellín.

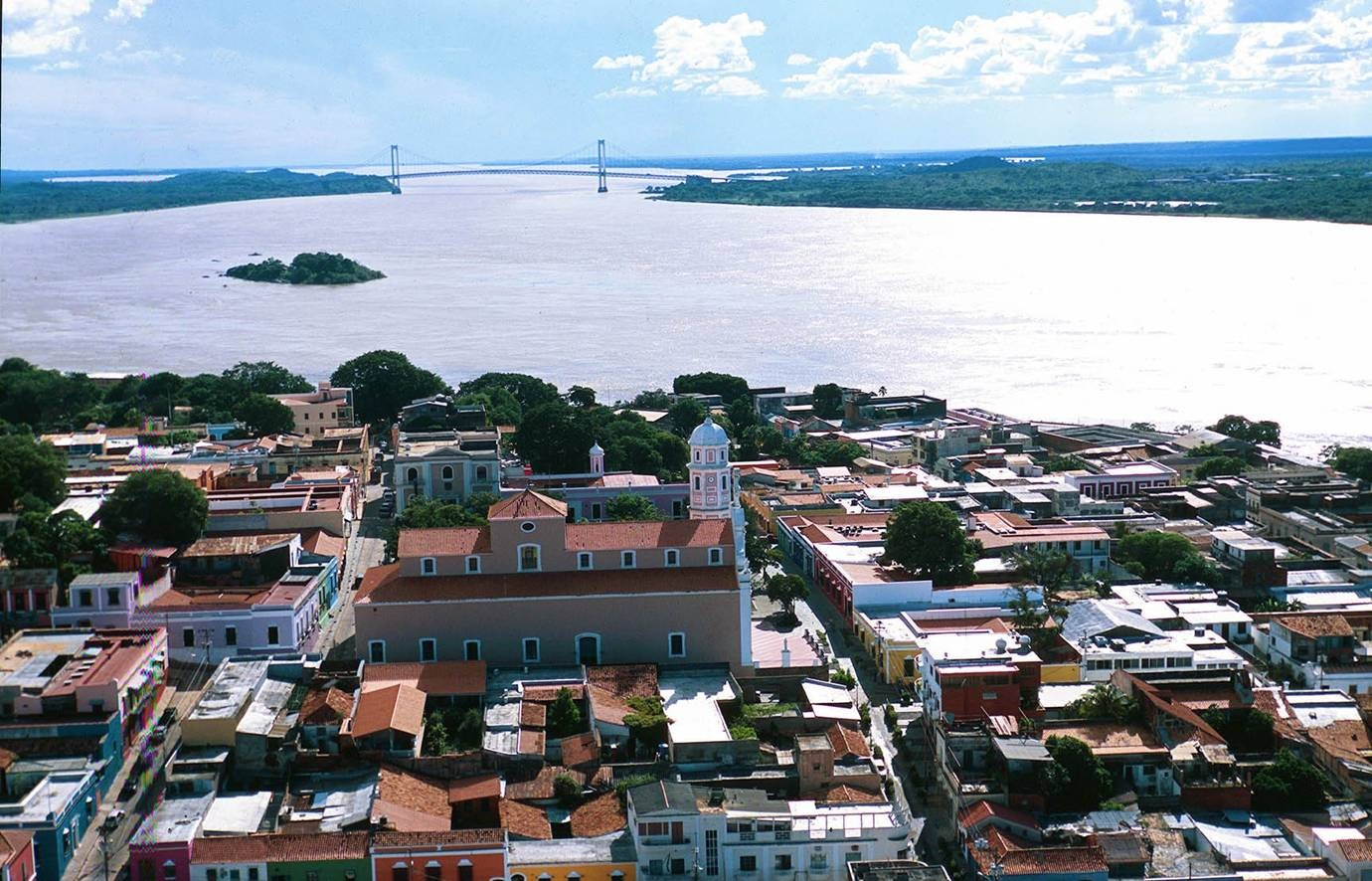
Vista del Orinoco desde Ciudad Bolívar

### Ciudad Bolívar
En el mes de marzo, el presidente del Comité Olímpico Venezolano declaró que Venezuela tenía grandes intenciones de albergar diversos eventos del próximo ciclo olímpico, entre los cuales se cuentan los Juegos Panamericanos de 2019 y los Juegos Bolivarianos 2017 en la misma ciudad, de manera que con estos 2 eventos, la ciudad tenga un buen historial organizativo y se pueda pensar en convertir a la ciudad en el alto centro deportivo del país para atletas nacionales y visitantes internacionales. De esta manera el país propone los primeros juegos ecológicos de la historia, en una región con una naturaleza única en el mundo, con capacidad de organizar estos juegos dándole un aire ecológico y natural.

## Símbolos

### Canción oficial
La canción "Fuerza a Ganar" fue elegida como el himno oficial de los Juegos Bolivarianos 2017; compuesta por el cantante vallenato Michel Torres, oriundo de Aracataca; quien la interpreta junto al acordeonero samario Javier Matta. Según Torres la canción es un reconocimiento al esfuerzo y lucha que hacen los deportistas en Colombia para llegar a triunfar y lograr reconocimiento.

### Logotipo
El logotipo oficial de los Juegos Bolivarianos 2017 fue diseñado por Jorge M. Roca Hernández, diseñador gráfico local egresado de la Corporación Bolivariana del Norte y realizador de cine y audiovisuales de la Universidad del Magdalena; se inspiró en su tierra y en la cultura Caribe para desarrollar la propuesta que hoy es símbolo oficial de los XVIII Juegos Bolivarianos. 
El logo representa una figura cilíndrica precolombina que termina en una especie de "llama olímpica". Sus colores hacen alusión al Caribe colombiano, con las olas del mar, los ríos, las sabanas y fundamentalmente, la Sierra Nevada de Santa Marta. Se usó como fuente "Futura XBLK BT" y es una tipografía editada con un corte de 45 grados entre la palabra "Santa Marta" y la fecha "2017"; sobre esta última se dibuja la silueta de El Morro de Santa Marta, icono representativo de la ciudad. 

### Mascota
La mascota oficial de los Juegos Bolivarianos 2017 fue revelada el 8 de marzo de 2017 en un acto al que asistieron deportistas, entrenadores y dirigentes. La mascota fue creada por la agencia publicitaria Maradentro con base en Santa Marta, y denominada Ajaytuké en alusión a la expresión coloquial "¿Ajá, y tú qué?", usada en la costa Caribe colombiana como saludo. Ajaytuqué es un erizo de mar, por su importancia para los ecosistemas marinos y como un llamado a la preservación del medio ambiente. El exalcalde de Santa Marta y gestor de los Juegos, Carlos E. Caicedo, dijo sobre la mascota: "Queremos dar una mirada a la conservación del medio ambiente y, además de eso, por su forma esférica, puede asociarse a deportes como: baloncesto, béisbol y fútbol"; sobre el nombre anotó que es una forma de "exhortar o preguntar en qué anda cada uno, en motivarlos a vincularse a los juegos, ‘¿Ajá, y tú qué con los Juegos?’. La forma como está escrito es una modificación de las palabras en castellano para aproximarlo a una lengua indígena ancestral de los pueblos Tayrona".
En 2016 la alcaldía de Santa Marta y la organización de los juegos abrieron un concurso público para el diseño de la mascota, donde se presentaron más de 40 propuestas y se alcanzaron a elegir tres finalistas. Sin embargo, la organización optó por desestimar los diseños en concurso y solicitar propuestas de mascotas a varias agencias de diseño, exigiendo que debía ser un erizo de mar, símbolo definido por los organizadores, finalmente el diseño elegido fue el de la agencia Maradentro. Esta decisión causó polémica entre los participantes del concurso público inicial y en parte de la ciudadanía samaria.

## Sedes e infraestructura
La ciudad de Santa Marta propuso la construcción de escenarios totalmente nuevos para la realización de los juegos, centrándose en dos zonas: Parque Deportivo Bolivariano, en el centro de la ciudad y la Unidad Deportiva Bolivariana Sierra Nevada (conocida durante su construcción como Unidad Bolivariana Bureche), en la zona de expansión al sur. Además fueron seleccionadas las ciudades de Cali, Bogotá y Ciénaga como subsedes de ocho disciplinas deportivas. Los nombres de los nuevos escenarios deportivos buscan resaltar la riqueza natural de la región y exaltar valores.

### Parque Deportivo Bolivariano
El Parque Deportivo Bolivariano comprende ocho escenarios totalmente nuevos construidos en la zona conocida anteriormente como Villa Olímpica y Polideportivo, donde varios de los escenarios se encontraban inutilizados, en malas condiciones o no se contaban con los necesarios en algunas disciplinas para la realización de un evento de magnitud internacional como los Juegos Bolivarianos; por lo que se optó por una reconstrucción total de la zona. El único escenario no renovado en el sector es el Estadio Eduardo Santos, actualmente fuera de servicio.
| Instalación                      | Deporte              | Capacidad |
| -------------------------------- | -------------------- | --------- |
| Coliseo Mayor del Cambio         | Baloncesto           | 1471      |
| Coliseo del Buen Vivir           | Balonmano            | 754       |
| Coliseo del Buen Vivir           | Futsal               | 754       |
| Coliseo del Buen Vivir           | Gimnasia artística   | 754       |
| Coliseo del Buen Vivir           | Gimnasia rítmica     | 754       |
| Coliseo del Buen Vivir           | Gimnasia acrobática  | 754       |
| Complejo Acuático Vida           | Clavados             | 1184      |
| Complejo Acuático Vida           | Nado sincronizado    | 1184      |
| Complejo Acuático Vida           | Natación             | 1184      |
| Complejo Acuático Vida           | Waterpolo            | 1184      |
| Complejo Raquetas de La Libertad | Raquetbol            | 270       |
| Complejo Raquetas de La Libertad | Squash               | 270       |
| Complejo Raquetas de La Libertad | Tenis                | 1000      |
| Estadio Auxiliar                 | Rugby 7              | 300       |
| Estadio de Béisbol La Esperanza  | Béisbol              | 1.542     |
| Estadio de Sóftbol La Equidad    | Sóftbol              | 1300      |
| Patinódromo de la Alegría        | Patinaje de Carreras | 1500      |

### Unidad Deportiva Bolivariana Sierra Nevada
Construida en la zona de expansión al sur de la ciudad de Santa Marta, la Unidad Deportiva Bolivariana Sierra Nevada cuenta con tres escenarios. Se espera que el desarrollo de estas obras favorezca el urbanismo y crecimiento de la ciudad en este sector.
| Instalación           | Deporte      | Capacidad |
| --------------------- | ------------ | --------- |
| Estadio Sierra Nevada | Fútbol       | 16000     |
| Pista Atletismo       | Atletismo    | 1500      |
| Pista Bicicrós        | Ciclismo BMX | 1590      |

### Otros escenarios en Santa Marta
Otros escenarios para la realización de los juegos fueron remodelados y acondicionados, como los coliseos de varias instituciones educativas; mientras que otros corresponden a instalaciones temporales durante las competencias de las distintas disciplinas deportivas, como las que se realizarán en las playas y bahías de la ciudad. En el sector de Gaira fue construido un nuevo coliseo multipropósito, que albergará las competencias de boxeo y taekwondo durante los Juegos Bolivarianos.  
| Escenario                                         | Deporte                     | Capacidad |
| ------------------------------------------------- | --------------------------- | --------- |
| Bahía Bolivariana de Santa Marta - Marina         | Vela                        | 270       |
| Bahía Bolivariana de Santa Marta - vías locales   | Atletismo (marcha)          |           |
| Bahía Bolivariana de Taganga                      | Canotaje                    |           |
| Bahía Bolivariana de Taganga                      | Remo                        |           |
| Bahía El Rodadero - Vías y Mar Caribe             | Triatlón                    |           |
| Bahía El Rodadero - Mar Caribe                    | Natación en aguas abiertas  |           |
| Bahía El Rodadero - Playa                         | Voleibol de playa           | 1000      |
| Centro Deportivo La Caja                          | Esgrima                     | 270       |
| Centro Deportivo La Caja                          | Tenis de mesa               | 270       |
| Coliseo Ciudadela Educativa COOEDUMAG             | Bádminton                   | 300       |
| Coliseo Ciudadela Educativa COOEDUMAG             | Patinaje artístico          | 300       |
| Coliseo Ciudadela Educativa COOEDUMAG             | Taekwondo                   |           |
| Coliseo I.E.D. INEM Simón Bolívar                 | Levantamiento de Pesas      | 300       |
| Coliseo I.E.D. INEM Simón Bolívar                 | Lucha                       | 300       |
| Coliseo I.E.D. Normal Superior María Auxiliadora  | Judo                        | 300       |
| Coliseo I.E.D. Normal Superior María Auxiliadora  | Karate                      | 300       |
| Coliseo múltiple de la Solidaridad - Gaira        | Boxeo                       | 550       |
| Estadio Parque La Equidad                         | Tiro con arco               | 450       |
| Pista Mamancana                                   | Ciclismo de montaña         |           |
| Vías nacionales y locales Aracataca - Santa Marta | Ciclismo en ruta            |           |
| Vías locales - Santa Marta                        | Patinaje de Carreras (ruta) |           |

### Subsedes
Las ciudades de Santiago de Cali, Bogotá y Ciénaga fueron subsedes, acogiendo Cali las competiciones de bolos, ciclismo de pista, tiro deportivo y golf, Bogotá las competiciones ecuestres y de esquí náutico, y por último en Ciénaga se desarrollaron las competiciones de voleibol y fútbol femenino.
| Ciudad                     | Escenario                          | Deporte           | Capacidad |
| -------------------------- | ---------------------------------- | ----------------- | --------- |
| Bogotá, D.C., Cundinamarca | Club Los Lagartos                  | Esquí acuático    |           |
| Bogotá, D.C., Cundinamarca | Escuela de Caballería Cantón Norte | Equitación        |           |
| Cali. Valle del Cauca      | Bolera mundialista                 | Bolos             |           |
| Cali. Valle del Cauca      | Velódromo Alcides Nieto Patiño     | Ciclismo en pista | 7650      |
| Cali. Valle del Cauca      | Club de Golf Cali                  | Golf              |           |
| Cali. Valle del Cauca      | Polígono Liga Vallecaucana de Tiro | Tiro deportivo    |           |
| Ciénaga, Magdalena         | Coliseo Municipal                  | Voleibol          | 1200      |
| Ciénaga, Magdalena         | Estadio municipal de Ciénaga       | Fútbol            | 4500      |

## Ceremonia de inauguración
La ceremonia inaugural tuvo lugar el 11 de noviembre de 2017 en el estadio de Fútbol de la Unidad Bolivariana Bureche. El acto contó con la intervención del alcalde de la ciudad de Santa Marta, Rafael Martínez, el presidente saliente de la Odebo, Danilo Carrera, y la directora de Coldeportes, Clara Luz Roldán González. La ceremonia, de dos horas de duración, fue cerrada con broche de oro por el artista local Carlos Vives, quien interpretó uno de sus clásicos ‘La Tierra del Olvido’, y ‘Pescaíto’, una canción de su nuevo álbum que rinde homenaje al barrio del exfutbolista Carlos "El Pibe" Valderrama. Vives les dio la bienvenida a la ‘Perla de América’ a los deportistas de los países bolivarianos e invitados.

## Desarrollo

### Deportes
Durante las justas se disputaron 34 deportes en 50 disciplinas.
- Atletismo (detalles)
- Bádminton (detalles)
- Baloncesto (detalles)
- Balonmano (detalles)
- Béisbol (detalles)
- Boliche (detalles)
- Boxeo (detalles)
- Canotaje (detalles)
- Ciclismo (detalles)
  -  Ciclismo BMX
  -  Ciclismo de montaña
  -  Ciclismo en pista
  -  Ciclismo en ruta
- Deportes acuáticos
  -  Clavados (detalles)
  -  Nado sincronizado (detalles)
  -  Natación (detalles)
  -  Natación en aguas abiertas (detalles)
  -  Waterpolo (detalles)
- Equitación (detalles)
- Esgrima (detalles)
- Esquí acuático (detalles)
- Fútbol:
  -  Fútbol (detalles)
  -  Futsal (detalles)
- Gimnasia (detalles)
  -  Gimnasia acrobática
  -  Gimnasia artística
  -  Gimnasia rítmica
- Golf  (detalles)
- Halterofilia (detalles)
- Judo (detalles)
- Karate (detalles)
- Lucha (detalles)
- Patinaje (detalles)
  -  Patinaje Artístico
  -  Patinaje de Carreras
- Raquetbol (detalles)
- Remo (detalles)
- Rugby 7 (detalles)
- Sóftbol (detalles)
- Squash (detalles)
- Taekwondo (detalles)
- Tenis (detalles)
- Tenis de mesa (detalles)
- Tiro deportivo (detalles)
- Tiro con arco (detalles)
- Triatlón (detalles)
- Vela (detalles)
- Voleibol (detalles)
- Voleibol de playa (detalles)

### Países participantes
En los Juegos Bolivarianos participaron 11 países de América, los 7 integrantes de la Odebo y 4 países invitados. A continuación, los países junto al código COI de cada uno:
| País                         | Número de atletas | Disciplinas | Deportista abanderado                | Deporte            |
| ---------------------------- | ----------------- | ----------- | ------------------------------------ | ------------------ |
| Bolivia (BOL)                | 318               | 31          | Hugo Ernesto Dellien Velasco         | Tenis de Campo     |
| Chile (CHI)                  | 339               | 45          | Andrés Antonio Ayub Valenzuela       | Lucha              |
| Colombia (COL)               | 689               | 34          | Yubergen Herney Martínez Rivas       | Boxeo              |
| Ecuador (ECU)                | 358               | 30          | Samantha Michelle Arévalo Salinas    | Natación           |
| Panamá (PAN)                 | 184               | 22          | Atheyna Bylon                        | Boxeo              |
| Perú (PER)                   | 539               | 45          | Eduardo Gabriel Linares              | Remo               |
| Venezuela (VEN)              | 598               | -           | Marianth Maribel Cuervo Baute        | Karate             |
| El Salvador (ESA) *          | 90                | -           | Juan Diego Turcíos Melgar            | Judo               |
| Guatemala (GUA) *            | 122               | -           | Jorge Alfredo Vega López             | Gimnasia artística |
| Paraguay (PAR) *             | 147               | 25          | Gabriela Alexandra Mosqueira Benítez | Remo               |
| República Dominicana (DOM) * | 184               | 24          | Jancarlos Tineo Joaquín              | Remo               |

* Países invitados

### Calendario
Los 468 eventos en 50 disciplinas de los 34 deportes de los Juegos Bolivarianos se desarrollaron desde el 11 de noviembre hasta el 25 de noviembre de 2017.
| Noviembre                  | 11 Sáb | 12 Dom | 13 Lun | 14 Mar | 15 Mié | 16 Jue | 17 Vie | 18 Sáb | 19 Dom | 20 Lun | 21 Mar | 22 Mié | 23 Jue | 24 Vie | 25 Sáb | Eventos |
| -------------------------- | ------ | ------ | ------ | ------ | ------ | ------ | ------ | ------ | ------ | ------ | ------ | ------ | ------ | ------ | ------ | ------- |
| Ceremonias                 | CA     |        |        |        |        |        |        |        |        |        |        |        |        |        | CC     |         |
| Atletismo                  |        |        |        |        |        |        |        |        |        |        | 13     | 10     | 11     | 11     | 2      | 47      |
| Bádminton                  |        |        |        |        |        | 1      |        | 5      |        |        |        |        |        |        |        | 6       |
| Baloncesto                 |        |        |        |        |        |        | 1      |        |        |        |        |        | 1      |        |        | 2       |
| Balonmano                  |        |        |        |        |        |        |        |        |        |        |        |        |        | 2      |        | 2       |
| Béisbol                    |        |        |        |        |        |        |        |        |        |        |        |        | 1      |        |        | 1       |
| Bowling                    |        |        |        |        | 2      | 2      | 1      | 2      | 4      |        |        |        |        |        |        | 11      |
| Boxeo                      |        |        |        |        |        |        | 13     |        |        |        |        |        |        |        |        | 13      |
| Canotaje                   |        |        |        |        |        |        |        |        |        |        |        | 4      | 5      | 5      |        | 14      |
| Clavados                   |        |        |        |        |        | 2      | 2      | 2      | 2      |        |        |        |        |        |        | 8       |
| Ciclismo de montaña        |        | 2      | 1      |        |        |        |        |        |        |        |        |        |        |        |        | 2       |
| Ciclismo en pista          |        |        |        |        |        |        |        |        |        |        | 4      | 4      | 6      | 4      |        | 18      |
| Ciclismo en ruta           |        |        |        |        | 2      |        | 1      | 1      |        |        |        |        |        |        |        | 4       |
| Ciclismo BMX               |        |        |        |        |        |        | 2      | 2      |        |        |        |        |        |        |        | 2       |
| Equitación                 |        |        |        |        |        |        |        |        | 2      | 1      | 2      | 2      |        |        |        | 7       |
| Esgrima                    |        | 2      | 2      | 2      | 2      | 2      | 2      |        |        |        |        |        |        |        |        | 12      |
| Esquí acuático             |        |        |        | 6      | 4      |        |        |        |        |        |        |        |        |        |        | 10      |
| Fútbol                     |        |        |        |        |        |        |        |        |        | 1      |        |        | 1      |        |        | 2       |
| Futsal                     |        |        |        |        |        |        |        |        |        |        |        |        |        |        | 1      | 1       |
| Gimnasia artística         | 2      | 2      | 5      | 5      |        |        |        |        |        |        |        |        |        |        |        | 14      |
| Gimnasia rítmica           |        |        |        |        |        | 2      | 4      |        |        |        |        |        |        |        |        | 6       |
| Gimnasia trampolín         |        |        |        |        |        |        | 2      |        |        |        |        |        |        |        |        | 2       |
| Golf                       |        |        |        |        |        |        |        |        | 3      |        |        |        |        |        |        | 3       |
| Judo                       |        | 6      | 6      | 4      | 2      |        |        |        |        |        |        |        |        |        |        | 18      |
| Karate                     |        |        |        |        |        |        |        |        |        |        | 5      | 7      | 2      |        |        | 14      |
| Levantamiento de pesas     |        |        |        |        |        |        |        | 9      | 9      | 9      | 9      | 12     |        |        |        | 48      |
| Lucha                      |        | 6      | 6      | 6      |        |        |        |        |        |        |        |        |        |        |        | 18      |
| Nado sincronizado          |        |        | 1      | 2      | 1      |        |        |        |        |        |        |        |        |        |        | 4       |
| Natación en aguas abiertas |        |        |        |        |        | 2      |        | 2      |        |        |        |        |        |        |        | 4       |
| Natación                   |        |        |        |        |        |        |        |        |        | 8      | 9      | 9      | 8      |        |        | 34      |
| Patinaje artístico         |        | 3      |        |        |        |        |        |        |        |        |        |        |        |        |        | 3       |
| Patinaje de carreras       |        |        |        |        |        |        |        |        | 4      | 4      | 4      |        |        |        |        | 12      |
| Raquetbol                  |        |        |        |        |        |        |        |        |        |        |        |        |        |        | 6      | 6       |
| Remo                       |        |        | 4      | 4      | 4      |        |        |        |        |        |        |        |        |        |        | 12      |
| Rugby 7                    |        |        |        |        |        |        |        |        |        |        |        | 2      |        |        |        | 2       |
| Sóftbol                    |        |        |        |        |        | 1      |        |        |        |        |        |        |        |        |        | 1       |
| Squash                     |        |        |        | 5      |        |        | 1      |        |        |        |        |        |        |        |        | 6       |
| Taekwondo                  |        |        |        |        |        |        |        |        |        |        | 6      | 4      | 4      | 4      |        | 18      |
| Tenis                      |        |        |        |        |        |        |        | 5      |        |        | 2      |        |        |        |        | 7       |
| Tenis de mesa              |        |        |        |        |        |        |        |        |        | 2      |        | 3      |        | 2      |        | 7       |
| Tiro deportivo             |        | 5      | 6      | 6      | 2      | 5      | 4      |        |        |        |        |        |        |        |        | 28      |
| Tiro con arco              |        | 4      |        | 4      | 6      |        |        |        |        |        |        |        |        |        |        | 14      |
| Triatlón                   |        |        |        |        |        | 4      |        | 1      |        |        |        |        |        |        |        | 5       |
| Vela                       |        |        |        |        |        |        |        |        |        |        | 2      |        |        | 3      |        | 5       |
| Voleibol                   |        |        |        |        |        | 1      |        |        |        |        |        |        | 1      |        |        | 2       |
| Voleibol de playa          |        |        |        |        |        |        |        |        | 2      |        |        |        |        |        |        | 2       |
| Waterpolo                  |        |        |        |        |        |        |        | 1      |        |        |        |        |        |        |        | 1       |
| Total de Medallas          | 2      | 30     | 31     | 44     | 25     | 20     | 39     | 30     | 26     | 25     | 56     | 53     | 43     | 31     | 9      | 464     |

## Ceremonia de clausura
La ceremonia de clausura tuvo lugar el 25 de noviembre de 2017 en el Parque Deportivo Bolivariano. Se contó con la asistencia del presidente de la República de Colombia Juan Manuel Santos quien dirigió el discurso de despedida. En el evento se presentó el cantante Jorge Celedón.

## Medallero
País anfitrión (Colombia)
- Actualizado al 25 de noviembre de 2017 a las 09:28-GMT.[19]

| Núm.  | País                       | Oro | Plata | Bronce | Total |
| ----- | -------------------------- | --- | ----- | ------ | ----- |
| 1     | Colombia (COL)             | 213 | 136   | 111    | 460   |
| 2     | Venezuela (VEN)            | 94  | 95    | 103    | 292   |
| 3     | Chile                      | 43  | 40    | 71     | 154   |
| 4     | Ecuador (ECU)              | 32  | 73    | 88     | 193   |
| 5     | Perú (PER)                 | 32  | 53    | 69     | 154   |
| 6     | Guatemala (GUA)            | 20  | 22    | 30     | 72    |
| 7     | República Dominicana (DOM) | 18  | 16    | 34     | 68    |
| 8     | Paraguay (PAR)             | 7   | 10    | 13     | 30    |
| 9     | Bolivia (BOL)              | 5   | 10    | 17     | 32    |
| 10    | El Salvador (ESA)          | 3   | 6     | 6      | 15    |
| 11    | Panamá (PAN)               | 2   | 7     | 19     | 28    |
| TOTAL | TOTAL                      | 469 | 468   | 561    | 1498  |

## Récords y relevancia histórica
- Con un total de 213 preseas doradas, Colombia rompió la marca de medallas de oro obtenidas por un país durante una edición, que se encontraba en poder de Venezuela con las 200 obtenidas en los Juegos Bolivarianos de Sucre 2009.[20]
- Colombia rompió el récord de mayor margen de medallas de oro al segundo lugar, con una distancia final de 119 medallas de oro sobre Venezuela, que antes poseía ese récord con 101 medallas de oro en Barquisimeto 1981.[19]
- Colombia rompió el récord al obtener un margen total al segundo lugar (Venezuela) de 168 medallas.[19]
- Colombia rompió su récord de más medallas de oro obtenidas en una edición tras alcanzar 213 oros, superando los 173 obtenidos en Armenia y Pereira 2005.[19]
- El deportista colombiano Jorge Rocha ganó la medalla de oro en wakeboarding (esquí acuático) convirtiéndose en la primera persona nacida en la ciudad anfitriona (Santa Marta) en obtener una medalla de oro en esta edición. Curiosamente obtuvo la medalla de oro el mismo día que cumplió 21 años, 14 de noviembre.[21]
- El gimnasta colombiano Jossimar Calvo fue el deportista que más medallas de oro obtuvo con un total de 5 y una de plata.[22]
- Es la primera vez desde 1989 que el país anfitrión gana los juegos.[23]
- Es la primera vez desde 1985 que Venezuela no logra obtener más de cien medallas de oro[23]

## Transmisión
- Bolivia: Red ATB y Bolivia TV
- Chile: CDO
- Colombia: Señal Colombia, Telecaribe y Telepacífico
- Ecuador: Ecuador TV
- El Salvador: Megavisión
- Guatemala: Televisiete
- Panamá: RPC Televisión y Sertv
- Paraguay: Tigo Sports
- Perú: TV Perú y Andina de Televisión
- Puerto Rico: WIPR
- República Dominicana: Antena Latina (7 y 21)
- Venezuela: TVes, IVC Televisión y Meridiano Televisión